# Équipe du Japon féminine de rugby à XV
L'équipe du Japon de rugby à XV féminin est constituée par une sélection des meilleures joueuses du Japon. Elle dispute les principales compétitions internationales : coupe du monde, WXV et championnat d'Asie, et participe régulièrement aux tournées.

## Histoire
L'équipe du Japon de rugby à XV féminin est fondée en 1991 à l'occasion de la première coupe du monde.
Le 26 juillet 2025, les Sakura battent leur record d'affluence lors de la réception de l'Espagne à Tokyo, avec 5244 spectateurs.

## Palmarès
- Championnes d'Asie en 2010, 2015, 2016, 2017, 2023, 2024 et 2025

| Édition | Organisateur     | Place          |
| ------- | ---------------- | -------------- |
| 1991    | Pays de Galles   | 3e de poule    |
| 1994    | Écosse           | 8e             |
| 1998    | Pays-Bas         | forfait        |
| 2002    | Espagne          | 14e            |
| 2006    | Canada           | non qualifiées |
| 2010    | Angleterre       | non qualifiées |
| 2014    | France           | non qualifiées |
| 2017    | Irlande          | 11e            |
| 2021    | Nouvelle-Zélande | 4e (poule B)   |
| 2025    | Angleterre       |                |

## Sélectionneurs
| Années    | Sélectionneur   | Adjoints |
| --------- | --------------- | -------- |
| 2014-2019 | Goshi Arimizu   |          |
| 2019-     | Lesley McKenzie |          |